# Симплекс-метод
Симплекс-метод — метод розв'язання задачі лінійного програмування, в якому здійснюється скерований рух по опорних планах до знаходження оптимального розв'язку; симплекс-метод також називають методом поступового покращення плану. Метод був розроблений американським математиком Джорджем Данцігом у 1947 році.

## Опис методу
Нехай невироджену задачу лінійного програмування представлено в канонічному вигляді:

{\displaystyle \sum _{j=1}^{n}c_{j}x_{j}\to \max },
{\displaystyle \sum _{j=1}^{n}A_{j}x_{j}=B,\quad x_{j}\geq 0,\quad j=1,2,\ldots ,n,} 

де X = (x1, …, xn) — вектор змінних, C = (c1, …., cn), B = (b1, …, bm)T, Aj = (a1j, …, amj)T, j = 1, …, n — задані вектори, T — знак транспонування, та
{\displaystyle {\bar {X}}=({\bar {x}}_{1},\ldots ,{\bar {x}}_{m})}

відмінні від нуля компоненти опорного плану, для полегшення пояснення розташовані на перших m місцях вектора X. Базис цього плану — {\displaystyle {\bar {A}}=(A_{1},\ldots ,A_{m})}. Тоді
{\displaystyle \sum _{i=1}^{m}A_{i}{\bar {x}}_{i}=B}, (1)
{\displaystyle \sum _{i=1}^{m}c_{i}x_{i}={\bar {z}}_{0}}, (2)
де {\displaystyle {\bar {z}}_{0}} значення лінійної форми на даному плані. Так як вектор-стовпці матриці A лінійно незалежні, будь-який із векторів умов Aj розкладається по них єдиним чином:
{\displaystyle \sum _{i=1}^{m}A_{i}x_{ji}=A_{j},\qquad j=1,\ldots ,n}, (3)
{\displaystyle \sum _{i=1}^{m}c_{i}x_{ij},\qquad j=1,\ldots ,n}, (4)
де xij коефіцієнт розкладання. Система умов
{\displaystyle \sum _{i=1}^{m}A_{i}x_{i}+A_{k}x_{k}=B,\qquad k\geq m+1}, (5)
zk ≥ 0, xj = 0, j = m + 1, …, n, j ≠ k (6)

при заданому k визначає в просторі змінних задачі промінь, який виходить із точки, яка відповідає опорному плану, що розглядається. Нехай значення змінної xk при русі по цьому променю дорівнює θ, тоді значення базисних змінних дорівнюють xi(θ). В цих позначеннях рівняння (5) можна представити у вигляді
{\displaystyle \sum _{i=1}^{m}x_{i}(\theta )A_{i}+\theta A_{k}=B}. (7)
помноживши рівняння (3) на θ при j = k та віднявши від рівняння (1), отримаємо
{\displaystyle \sum _{i=1}^{m}({\bar {x}}_{i}-\theta x_{ik})A_{i}+\theta A_{k}=B}.(8)
Із рівнянь (7-8) отримаємо
{\displaystyle x_{i}(\theta )={\bar {x}}_{i}-\theta x_{ik},\qquad i=1,\ldots ,m}. (9)
Оскільки xi(θ) при θ = 0 визначають план задачі, то найбільше θ, яке не порушує обмеження xi (θ) ≥ 0, визначається із умови
{\displaystyle \theta _{0}=\min _{i\in I}{\frac {{\bar {x}}_{i}}{x_{ik}}}}. (10)
де I = {i | xik > 0}.
В силу невиродженості задачі мінімум досягається не більш ніж для одного i = J та θ > 0. Значення лінійної форми при θ = θ0 визначається із рівнянь (9), (4), (2)
{\displaystyle z_{0}(\theta _{0})=\sum _{i=1}^{m}c_{i}x_{i}(\theta _{0})+c_{k}\theta _{0}={\bar {z}}_{0}-\theta _{0}\Delta _{k}},
де Δk = zk — ck. Очевидно, Δj = 0 для j = 1, …, m.
Нехай {\displaystyle {\bar {A}}=E} — початковий базис із m одиничних векторів. Всі дані задачі записуються у вигляді симплекс-таблиці (першої ітерації обчислювального процесу). Симплекс-алгоритм розв'язання задачі лінійного програмування складається із наступних операцій:
1. знайти {\displaystyle \Delta _{k}=\min _{j}\Delta _{j}}. Якщо Δk = 0, тоді план, який розглядається оптимізовано; якщо Δk < 0, вектор Ak вводиться в базис;
2. знайти θ0 та l, для якого {\displaystyle \theta _{0}={\bar {x}}_{l}/x_{l}k}, із формули (10). Якщо I = Λ — порожня множина, лінійна форма необмежена зверху; якщо I ≠ Λ вектор Al виводиться із базису;
3. за знайденими l, k обчислити нові значення елементів таблиці за формулами

{\displaystyle x_{ij}'={\begin{cases}x_{ij}-{\frac {x_{lj}}{x_{lk}}}x_{i}k,&{\mbox{if }}i\neq l;\\{\frac {x_{lj}}{x_{lk}}},&{\mbox{if }}i=l;\end{cases}}} (12)
{\displaystyle i=1,\dots ,m+1,\quad j=0,1,\dots ,n},
де {\displaystyle x_{i0}={\bar {x}}_{i},\;x_{m+1\,0}={\bar {z}}_{0},\;x_{m+1\,j}=\Delta _{j}} та перейти до виконання операції (1) з новими значеннями всіх xij = x'ij.
Перетворення (12) замінює вектор коефіцієнтів Xk = (x1k, …, xmk) на одиничний вектор Xk з xlk = 1. В силу монотонного збільшення x0 повернення до вже пройденого плану неможливе, а із скінченності кількості опорних планів випливає скінченність алгоритму.
Початковий опорний план з одиничним базисом можна отримати, розв'язавши описаним алгоритмом допоміжну задачу
{\displaystyle \sum _{i=1}^{m}(-y_{n+i})\to \max },
при обмеженнях
{\displaystyle \sum _{j=1}^{n}a_{ij}x_{j}+y_{n+i}=b_{i},\quad i=1,\dots ,}
{\displaystyle y_{n+1}\geq 0,i=1,\dots ,m};
{\displaystyle x_{j}\geq 0,j=1,\dots ,n},
яка містить одиничний базис, який складається із векторів An+1, …, An+m. Цим векторам відповідають штучні змінні із значеннями {\displaystyle {\bar {y}}_{n+i}=b_{i}}, i = 1, …, m. Якщо в оптимальному розв'язку цієї задачі {\displaystyle \sum _{i=1}^{m}y_{n+i}>0}, вихідна задача не має розв'язку. Якщо ж {\displaystyle \sum _{i=1}^{m}y_{n+i}=0} та задача невироджена, оптимальний базис складається лише тільки із векторів вихідної задачі, які за формулами (12) перетворені в одиничну матрицю. Якщо задача має невироджені плани, значення z0 може не збільшуватись на ряді ітерацій. Це відбувається через те, що значення відповідних {\displaystyle {\bar {x}}_{l}} дорівнює нулю та визначається неоднозначно. В таких випадках монотонність методу порушується і може трапитись зациклювання, тобто, повернення до вже пройденого базису. Невелика зміна вектора обмежень задачі, яка полягає в заміні величин bi на bi + εi, де εi достатньо малі, при вдалому виборі εi не змінюють множину векторів оптимального опорного плану вихідної задачі і робить її невиродженою.
Описаний вище алгоритм називається першим (або прямим) алгоритмом симплекс-методу. Також відомий другий алгоритм (алгоритм із оберненою матрицею). В ньому перетворюється лише матриця A-1, обернена до базисної матриці.